# Duartettix montanus
Duartettix montanus är en insektsart som beskrevs av Perez-gelabert och D. Otte 2000. Duartettix montanus ingår i släktet Duartettix och familjen gräshoppor. Inga underarter finns listade i Catalogue of Life.